# РТК 4
РТК 4 је телевизијска станица у склопу Радио-телевизије Косова са седиштем у Приштини. Првенствено емитује документарце, филмове и самостално произведене емисије.

## Историја
Након покретања друге јавне станице (РТК 2), РТК 4 је представљен у марту 2014. године, као уметнички и документарни канал. РТК 4 је покренут заједно са трећим каналом, РТК 3, у име службеника Европске радиодифузне уније (ЕРУ). ЕРУ је такође помогла и финансирала покретање ове две станице.